# 974

## Decese
- iulie: Benedict al VI-lea, papă al Romei (973 - 974), (n. ?)